# Asymmetric Digital Subscriber Line
ADSL (anglicky Asymmetric Digital Subscriber Line) se vyznačuje asymetrickým připojením, kdy je rychlost dat přenášených k uživateli (anglicky download) vyšší, než rychlost dat odcházejících od uživatele směrem do Internetu (anglicky upload). Asymetrie naprosté většině uživatelů vyhovuje, protože odpovídá jejich běžným potřebám. Na druhou stranu může bránit rozvoji Webu 2.0 nebo videotelefonování, kde je nutné přenášet více dat oběma směry.

## Princip ADSL
Telefonní linka (PSTN) slouží primárně k přenosu hlasu, ISDN linka k přenosu digitálního signálu. Na telefonní lince se používají pro potřeby tradičních hlasových hovorů frekvence od 0 do 4 kHz (běžné hovorové pásmo je 0,3–3,4 kHz). Vyšší frekvence byly dlouho nevyužity. K provozu ISDN linky se používají frekvence cca 0–50 kHz. U ADSL se pro přenos dat směrem do sítě (anglicky upstream) využívají frekvence 26–138 kHz u Annex A a 138–276 kHz u Annex B a pro přenos dat ze sítě (anglicky downstream) frekvence 138 kHz – cca 1,1 MHz u Annex A a 276 kHz – cca 1,1 MHz u Annex B. Dříve se používalo rozhraní Annex A u telefonních linek (PSTN) a Annex B u ISDN, dnes se ADSL zřizuje výhradně s rozhraním Annex B.
Přenášená data se zapouzdří buď do ATM buňky (protokol PPPoA) nebo do Ethernetového rámce (protokol PPPoE).

## Hardware pro ADSL

Rozdělení pásma pro ADSL – Annex A

ADSL modemADSL modem je zařízení, které je nezbytné a jiný než ADSL modem není možné použít. K počítači se připojuje buď přes USB port (zásuvku), Ethernet (port RJ-45), nebo ve formě PCI karty. Sám o sobě nedokáže poskytovat připojení více než jednomu počítači.
ADSL routerADSL router je zařízení podobné modemu, které je nezbytné po připojení počítačové sítě přes ADSL, tedy dokáže poskytnou připojení více než jednomu počítači.
SplitterSplitter je speciální filtr, jehož úkolem je oddělit běžný provoz na telefonní lince od přenosu dat pomocí filtrování frekvencí. Je nezbytný, pokud se má zapojit ADSL modem současně s telefonním přístrojem. Někteří uživatelé se pokouší nahradit splitter běžnou rozdvojkou, ovšem v takovém případě může docházet k poklesu kvality přenosu jak hlasu, tak dat. Proto se toto uvádí až jako krajní možnost a nedoporučuje se (ne vždy takovéto zapojení musí fungovat).
Propojovací kabelyPropojovací kabely bývají zpravidla součástí prodejního balení modemu.
Hardware na ústředněV telefonní ústředně je nejvýraznějším zařízením splitter a DSLAM. Splitter slouží k nasměrování datové složky k DSLAMu a hlasové (u ISDN digitální) složky k místní smyčce a účastnickým sadám. DSLAM je bránou do datové sítě poskytovatele připojení.

## Transportní protokoly
ADSL definuje tři různé realizace konvergenční vrstvy specifických přenosových protokolů (anglicky Transmission protocol-specific transmission convergence, TPS-TC)
- STM-1, který umožňuje přenos rámců SONET/SDH
- ATM (ATM)
- Packet Transfer Mode (začínající s ADSL2, viz níže)

Převažující transportní protokol v domácích instalacích je ATM. Nad ATM existuje několik možností přídavných vrstev protokolů; dvě z nich jsou PPP over ATM (PPPoA) a PPP over Ethernet (PPPoE), s protokoly TCP/IP ve vrstvách 4 a 3 Referenčního modelu ISO/OSI, které poskytují spojení do Internetu.

## Standardy xDSL
| Název standardu          | Běžný název        | Downstream rychlost | Upstream rychlost |
| ------------------------ | ------------------ | ------------------- | ----------------- |
| ANSI T1.413-1998 Issue 2 | ADSL               | 8 Mbit/s            | 1 Mbit/s          |
| ITU G.992.1              | ADSL (G.DMT)       | 8 Mbit/s            | 1 Mbit/s          |
| ITU G.992.1 Annex A      | ADSL over POTS     | 8 Mbit/s            | 1 Mbit/s          |
| ITU G.992.1 Annex B      | ADSL over ISDN     | 8 Mbit/s            | 1 Mbit/s          |
| ITU G.992.2              | ADSL Lite (G.Lite) | 1,5 Mbit/s          | 0,5 Mbit/s        |
|                          |                    |                     |                   |
| ITU G.992.3/4            | ADSL2              | 12 Mbit/s           | 1 Mbit/s          |
| ITU G.992.3/4 Annex J    | ADSL2              | 12 Mbit/s           | 3,5 Mbit/s        |
| ITU G.992.3/4 Annex L    | RE-ADSL2           | 5 Mbit/s            | 0,8 Mbit/s        |
|                          |                    |                     |                   |
| ITU G.992.5              | ADSL2+             | 24 Mbit/s           | 1 Mbit/s          |
| ITU G.992.5 Annex L      | RE-ADSL2+          | 24 Mbit/s           | 1 Mbit/s          |
| ITU G.992.5 Annex M      | ADSL2+             | 28 Mbit/s           | 3,5 Mbit/s        |

## Poskytovatel – kdy nelze ADSL zřídit
- Na ústředně není DSLAM – jedná se o zařízení, které je pro připojení pomocí ADSL nezbytné. Záleží na provozovateli sítě, kdy DSLAM na ústředně nainstaluje.
- PCM – přípojka může být zapojena do PCM z důvodu nedostatečné kapacity kabeláže. PCM umožňuje provoz více přípojek na jednom telefonním kabelu. Tím je ale telefonní kabel zatížen běžným provozem a na přenos dat „není dost místa“. Řešením je vypojení z PCM, což není vždy realizovatelné – provozovatel sítě musí nalézt alespoň jeden volný pár v telefonním kabelu.
- Fix GSM – bezdrátová přípojka. GSM = standard pro mobilní komunikaci, FIX = přípojka je uzamčena na jedné BTS. Buduje se tam, kde není k dispozici metalické vedení. V takovém případě je značně omezováno i vytáčené připojení k Internetu, připojení pomocí ADSL je nerealizovatelné.
- Velká vzdálenost přípojky od ústředny – ADSL je realizovatelné cca do 8 km od ústředny; podstatně méně např. přes nadzemní telefonní vedení, obzvlášť v oblastech se silným signálem dlouho- a středovlnných vysílačů. Se zvyšující se vzdáleností klesá maximální možná rychlost přenosu dat.
- Špatné (zastaralé či nekvalitní) vedení nebo taky příliš mnoho ADSL přípojek v jednom kabelu.
- Služby AOT (informace o čase) a PROVOLBA rovněž neumožňují použití ADSL, řešením je jejich zrušení.